# Goran Lisica
Goran Lisica - Fox (Zadar 1958.) je hrvatski diskograf, izdavač, menadžer, glazbeni producent i novinar. Vlasnik je diskografske kuće Dallas Records.

## Karijera
Karijeru je započeo kao novinar, pišući za riječki Val 1975. Te godine se aktivno počeo baviti novinarstvom do 1987. kada je radio za Novi List, Pop, Telex te na Radio Rijeci. Još za vrijeme novinarstva započeo je karijeru menadžera i glazbenog producenta za grupe Parafi, Termiti, Laibach i druge. Nedugo zatim postao je i glazbeni producent za riječki sastav Let 3.
1987. osnovao je diskografsku kuću Dallas Records. Bio je jedan od članova žirija u showu Hrvatska traži zvijezdu i RTL Zvijezde.

## Vanjske poveznice
- Interview u Gloriji